# Carl Freiherr von Langen
Carl Freiherr von Langen (n. 25 iulie 1887, Klein Belitz, Republica Democrată Germană, Germania – d. 2 august 1934, Potsdam, Germania Nazistă) a fost un călăreț ce a reprezentat Germania, medaliat olimpic. A participat la o ediție a Jocurilor Olimpice (1928) în care a câștigat două medalii de aur.